# Concrete categorie
In de categorietheorie, een deelgebied van de wiskunde, wordt een concrete categorie vaak opgevat als een categorie, waarvan de objecten gestructureerde verzamelingen zijn, waarvan de  morfismen structuurbehoudende functies zijn, en waarvan de samenstellende operatie de samenstelling van functies is. De formele definitie komt niet helemaal overeen met deze intuïtie.
De categorie van verzamelingen Set is een triviale concrete categorie, aangezien iedere verzameling als de drager van een triviale structuur kan worden gezien. Andere belangrijke voorbeelden zijn Top, de categorie van topologische ruimten en continue functies, en Grp, de categorie van groepen en groepshomomorfismen.

## Definitie
Een concrete categorie is een paar (C, U) zodat 
- C een categorie is en
- U een trouwe functor C → Set is.

De functor U kan als een vergeetachtige functor worden gezien, die aan ieder object van C de onderliggende verzameling daarvan en aan ieder morfisme in C de onderliggende functie daarvan toewijst.
Een categorie C is concretiseerbaar als er een concrete categorie (C, U) bestaat, dus als er een trouwe functor U: C → Set bestaat.